# Dolmen de la Bressa
El Dolmen de la Bressa, també anomenat Bressa de la Mare de Déu o Túmul de les Closes, era un monument megalític del terme comunal de Molig, a la comarca del Conflent, de la Catalunya del Nord.
Era al nord-oest del terme de Molig, a la zona de les Closes, en una zona on estan documentats altres dòlmens que avui no es retroben (el Dolmen de la Pineda i el Dolmen de la Portella).
Fou descobert per Joseph Jaubert de Réart el 1832, però no ha estat trobat pels darrers estudiosos del tema, com Abélanet i Carreras i Tarrús. En un informe d'un altre arqueòleg del 1872 se'l torna a esmentar com a existent, n'adjunta la planta i l'anomena túmul, atès que ha perdut la coberta.
Vegem com descriu el lloc on es troba i el dolmen mateix Isidore Rouffiandis (traduït del francès): Aquest túmul, designat per alguns turistes amb el nom de Coll del Pi, confós amb el de Pineda, és descrit a la Guide du Roussillon, i està situat a una certa distància d'aquest lloc, cap al nord-oest. Està situat a la partida de les Closes, a un centenar de passes a la dreta de la bifurcació del camí de Balasc del de Pineda. La seva orientació difereix de la del túmul anterior (el de la Portella). L'obertura és al nord, i no al sud. Les pedres són perpendiculars. A l'est, el terreny conreat és al nivell de la pedra principal, a l'oest hi ha pedres amuntegades, aparentment sense cap ordre, i al migdia hi ha masses de granit molt elevades. Com als altres túmuls, el sepulcre no cobreix la totalitat del túmul i pedres més petites en cobreixen la resta, de manera que és difícil de precisar-ne la llargària total. Les dimensions de les pedres que encara són al lloc, són les següents: la llosa de l'est fa 1,43, allargada en 0,55 per la pedra complementària; la de l'oest [el document publicat n'omet la mida], allargada en 0,50 per la complementària; la llosa de la capçalera fa 1,16. Com a la Portella, falta la llosa superior. La profunditat mitjana del túmul és de 0,70 m, i el gruix de les lloses, entre 0,20 i 0,30.